# إركين أديلبك أولو
إركين أديلبك أولو (مواليد 14 فبراير 1991) هو ملاكم قيرغيزستاني، مثّل بلاده في الألعاب الأولمبية الصيفية 2016.

## روابط خارجية
إركين أديلبك أولو على موقع بوكس ريك (الإنجليزية) (registration required)
- إركين أديلبك أولو على موقع اللجنة الأولمبية الدولية (الإنجليزية)
- إركين أديلبك أولو على موقع أوليمبيديا (الإنجليزية)